# Баница (денежная единица)
Баница (хорв. banica) — разменная денежная единица Независимого Государства Хорватия в 1941—1945 годах, 1⁄100 куны. 

## Краткое описание
Баница введена в результате реформы 26 июля 1941 года, в ходе которой югославский динар был заменён куной. В виде банкнот выпущена в обращение в 1942 году. Монеты в баницах чеканились только пробные: из-за отсутствия технических возможностей чеканку монет начали только в 1944 году; к моменту готовности из-за инфляции и обесценения их выпуск в обращение стал уже нецелесообразным.
Происхождение названия денежной единицы остается предметом обсуждения учёных. По одной из распространённых версий, значение термина «баницы» — деньги бана, то есть монеты, которые чеканит правитель данной территории. Таким образом, возможно, родственный по происхождению термин — «бань» или «бан», название разменных денежных единиц Молдавии и Румынии. Кроме того, баница — одно из названий монет, чеканившихся на территории Хорватии в XIII—XIV веках; её основное название, встречающееся в исторической литературе, — «бановец» или «банский динар».

## Банкноты

### Казначейские билеты[4]
|  |  | 50 баниц | 44 × 80 мм | синий, светло-коричневый | номинал | номинал, герб | нет данных | 25 сентября 1942 |

### Выпуск города Загреба
|  |  | 50 баниц | 69×48 | розовый, оливковый | номинал, надписи и орнамент | городская панорама | н/д | 1 сентября 1942 |

## Пробные монеты
| Изображение | Изображение | Номинал  | Год  | Металл | Диаметр | Описание |
| ----------- | ----------- | -------- | ---- | ------ | ------- | -------- |
|             |             | 25 баниц | 1941 |        |         |          |
|             |             | 50 баниц | 1941 |        |         |          |
|             |             | 50 баниц | 1941 |        |         |          |